# ドブリアナ・ラバジエバ
ドブリアナ・ラバジエバ（ブルガリア語: Добриана Рабаджиева、1991年6月14日 - ）は、ブルガリアの女子バレーボール選手。ブルガリア代表。

## 来歴
1991年6月、ブルガリアのブラゴエヴグラト州に生まれる。
2009年にブルガリア代表に初選出される。2010年より本格的に代表でプレーし、2011年の欧州選手権、2012年のロンドン五輪欧州大陸予選などに出場した。
2013年8月のFIVBワールドグランプリでは初出場ながらも、ブラジル、日本などの強豪撃破に大きく貢献した。予選ラウンドのベストレシーバー部門では1位であった。同年9月欧州選手権にも出場した。
2011-12シーズンからはアゼルバイジャンリーグの強豪ラビタ・バクーに移籍した。2012-13シーズンの欧州チャンピオンズリーグではレギュラーとして活躍し、銀メダルを獲得した。2013-14シーズンからトルコリーグの強豪ガラタサライに移籍し、日本代表の木村沙織とチームメイトであった。
2014-15シーズンから所属していたヴォレロ・チューリッヒではチームの中心選手として活躍、2015年と2017年の世界クラブ選手権では銅メダル獲得に大きく貢献した。

## 受賞歴
- 2012年 ロンドン五輪欧州大陸予選　ベストサーバー賞
- 2012年 ヨーロッパリーグ ベストサーバー賞

## 所属クラブ
- CSKA ソフィア（2008-2010年）
- Volley Conegliano（2010-2011年）
- ラビタ・バクー（2011-2013年）
- ガラタサライ（2013-2014）
- VBCチューリッヒ（2014-2017年）
- ガラタサライ（2017-2018年）
- 広東恒大女子排球（2018-2021年）
- フェネルバフチェ（2019年）
- ジェルダウ・ミナス（2019-2020年）
- アソシアソン・ヴォレイ・バウル（2020-2021年）
- トゥルク・ハヴァ・ヨラーリ（2021-2022年）
- ローマ・バレークラブ（2022年）
- 山東女子排球（2022年）
- ディナモ・カザン（2023年）
- プライア・クルーベ（2023-2024年）